# Пуха Людмила Григорівна
Пуха Людмила Григорівна (5 березня 1952, Судова Вишня, Львівська область) — український кінознавець, режисер, сценарист.

## Життєпис
Народилась 5 березня 1952 р. у м. Судова Вишня Львівської області. Закінчила Дніпропетровський гірничий університет (1977) та Київський державний інститут театрального мистецтва ім. І. Карпенка-Карого (1991). Працювала в журналі «Новини кіноекрана». Тепер — режисер незалежної студії «Зоряна».

## Режисерські роботи
- «Зустріч з актрисою» (1991),
- «Голос міста» (1992),
- «Про Віру Холодну» (1995),
- «Золотокрай» (1996) та ін.

## Автор книг
- Кінематограф і Лесь Курбас [Текст] / Л. Г. Пуха. — Черкаси: Сіяч, 1999. — 106 с. — Бібліогр.: с. 100—106. — ISBN 966-564-036-4[1]